# Парк Гейдара Алиева (Гянджа)
Парковый комплекс Гейдара Алиева (аз: Heydər Əliev Park-kompleksi) — крупнейший городской парк в Гяндже, Азербайджан, расположенный на площади 450 гектаров. Помимо тысяч деревьев, он включает в себя фонтаны и украшенные садовые участки, амфитеатр, Триумфальную арку, Центр молодежи, Центр Гейдара Алиева, Музей современного искусства, водопад и озеро. Парковый комплекс был открыт в 2014 году.

## История

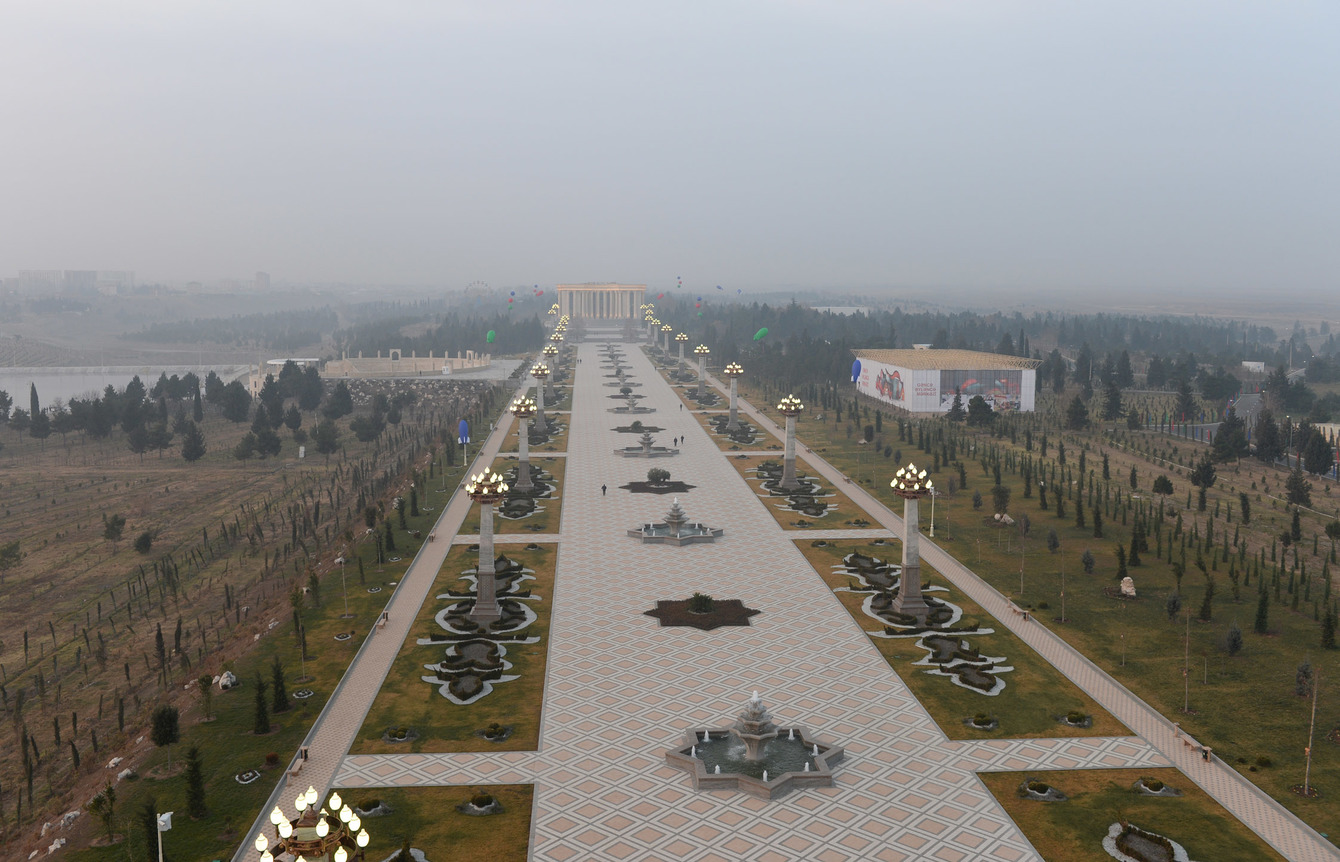
Главная аллея парка

Первоначально парк был основан как «Мемориальный парк» в марте 1979 года. Парк стал называться «Парк Гейдара» в честь покойного президента Азербайджана Гейдара Алиева после того, как он посетил Гянджу в 1980 г. в качестве первого секретаря ЦК Коммунистической партии Азербайджанской ССР и посадил в этом парке деревья.
Реконструкция парка началась в 2012 году. В 2012—2014 годах парк расширился и превратился в парковый комплекс площадью 450 га протяженностью 2 км. В период реконструкции были построены амфитеатр, «Триумфальная арка», Цеттр молодежи, Музей современного искусства, Центр Гейдара Алиева, детская развлекательная зона и искусственное озеро. Парковый комплекс вновь был открыт в январе 2014 года.

## Описание
В парке насчитывается более 350 тысяч деревьев и декоративных растений, в том числе восточный платан, сосны, ели, лилии и фруктовые деревья, а также 17 фонтанов, 32 декорированных садовых участка, 4-ступенчатый водопад, статуи и памятники выдающимся азербайджанцам: Низами Гянджеви, Мехсети Гянджеви, Мирзе Шафи Вазе и Самеду Вургуну. Также через парковый комплекс проходит велосипедная дорога длиной 7 километров.

### Удобства
В состав паркового комплекса входят:
Главная аллея шириной 53 метра, длиной 1400 метров, проходящая через Триумфальную арку. Аллея продолжается до конца комплекса и ведет к Центру Гейдара Алиева. На этой аллее 16 фонтанов парка обрамлены 24 декоративными фонарными столбами из гранита, высотой 12,6 метра.
Триумфальная арка — построена на площади 1100 м² шириной 20 метров, длиной 50 метров и высотой 38 метров на каменных плитах. Имеет два фасада — восточный и западный. Стекла, украшенные геометрическим орнаментом, использованы для оформления центральной части фасадов. Стены со всех сторон окружены 24 колоннами. Структура состоит из 7 этажей и 6 открытых балконов. На вершину, где расположены музей, смотровая площадка и место отдыха, есть лестницы и лифт.
Центр Гейдара Алиева — построенный в 2012—2014 годах, расположен в конце главной аллеи. Четырехэтажное здание площадью 2263 м2 окружено по центральному периметру восьмиугольными колоннами. Высота этого сооружения составляет 24,3 м. На стеклянном потолке Центра установлен флаг Азербайджана. В здании расположены мемориальный музей, библиотека, читальный зал, различные конференц-залы, центр танцев, центр обучения ковроткачеству. Перед Центром установлен памятник Гейдару Алиеву.
Амфитеатр — предназначен для организации крупных мероприятий под открытым небом с участием до 5000 человек. Столбы по краям сооружения украшены национальным орнаментом.
Гянджинский центр молодежи — здание было открыто в мае 2016 года с целью организации различных мероприятий и вовлечения молодых людей в различные виды деятельности в сфере карьеры, личностного развития, спорта и искусства. Здание площадью 975 м². имеет 3 этажа.
Гянджаланд — детский парк развлечений, работающий с 2015 года.

## Галерея

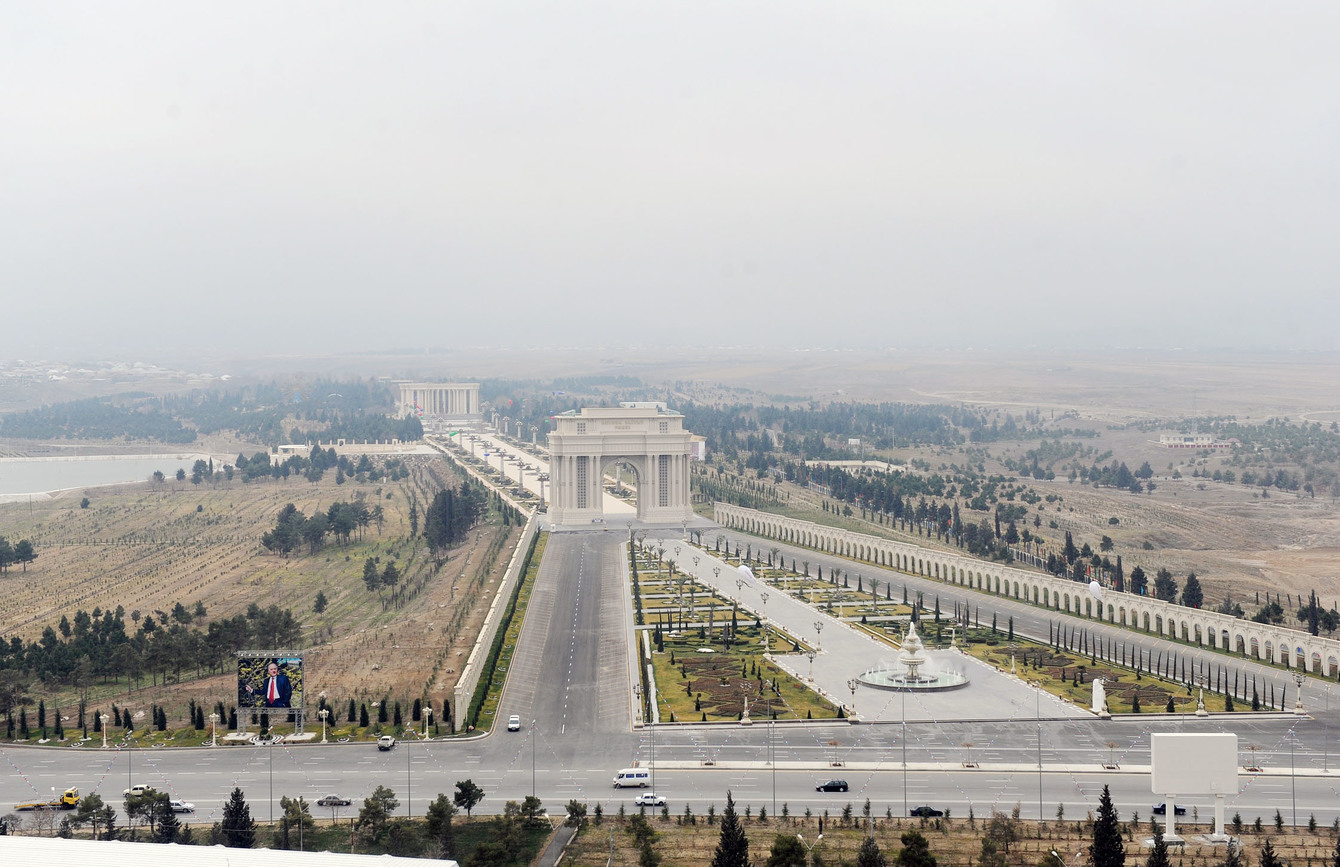
Обзор парк-комплекса
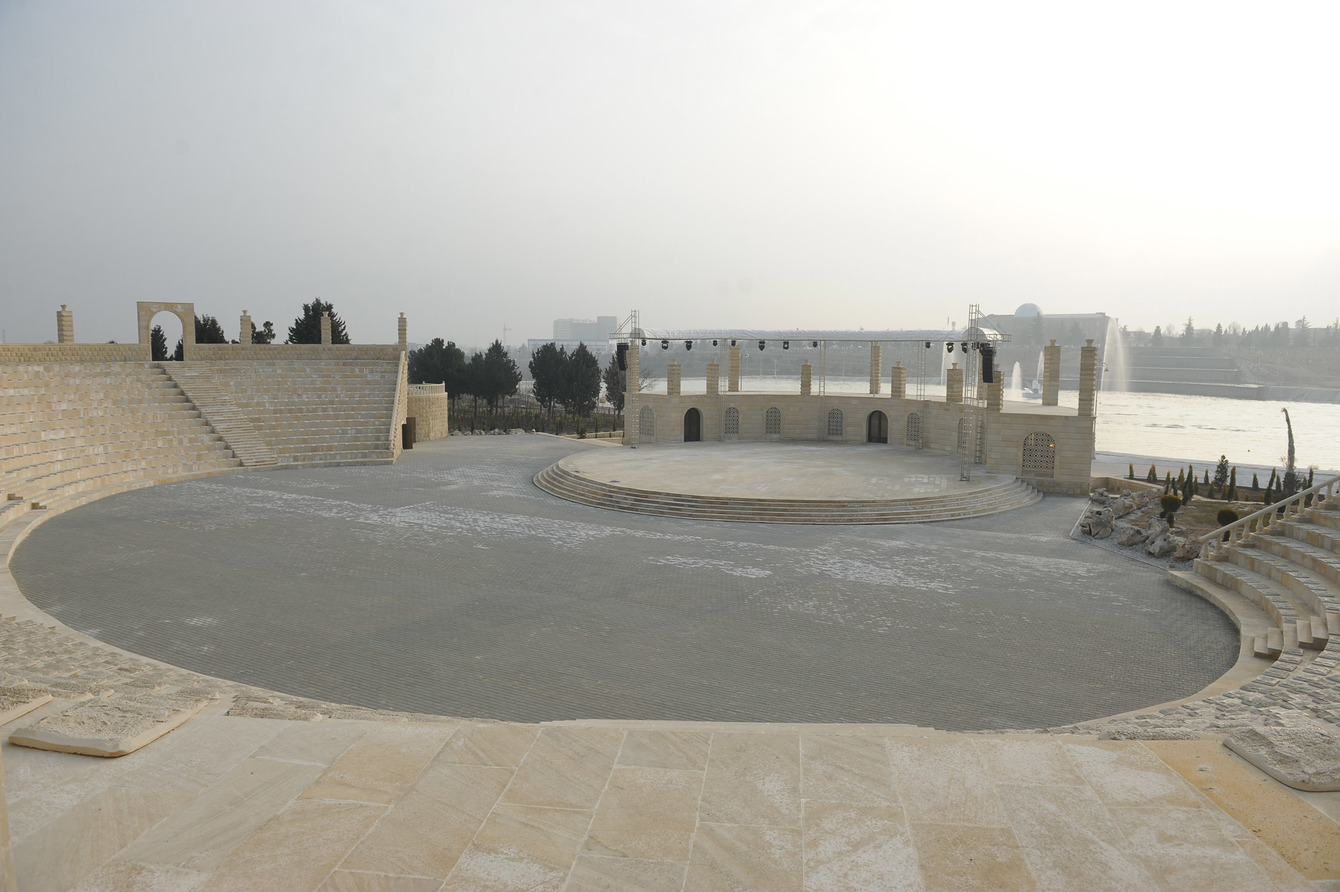
Амфитеатр
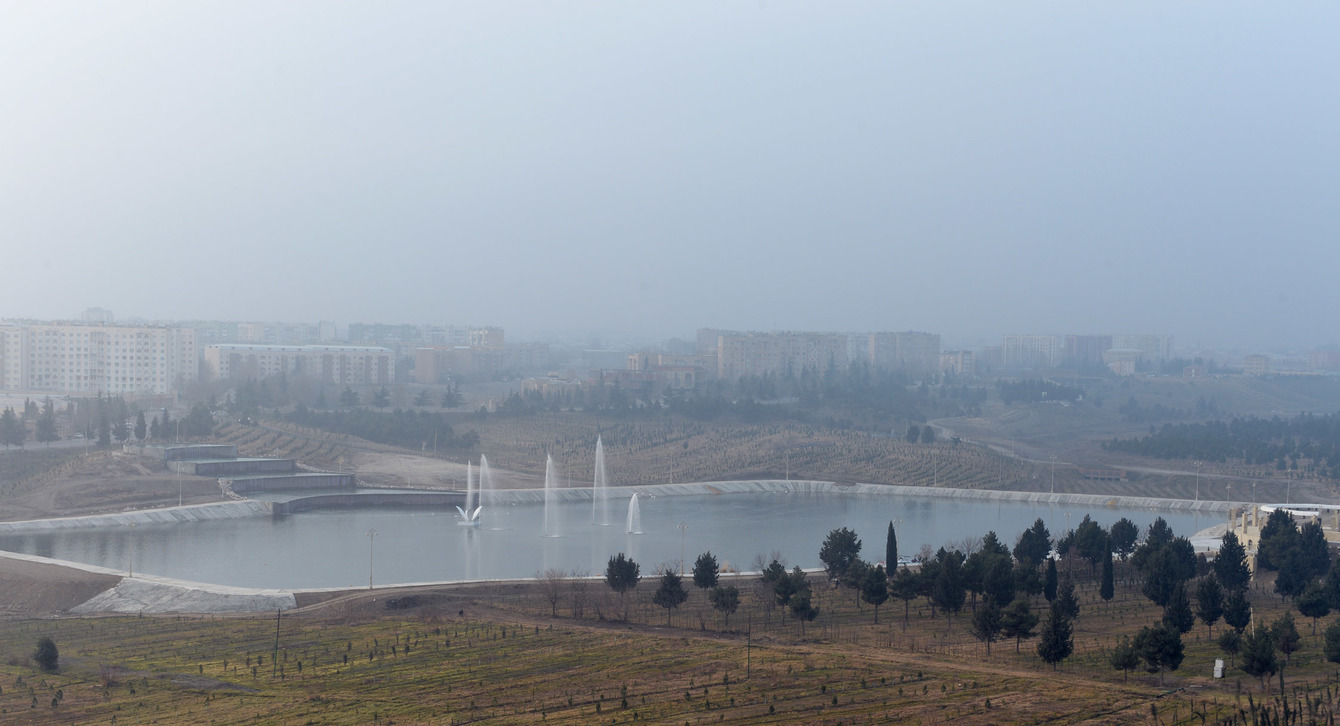
Озеро, созданное на территории парка
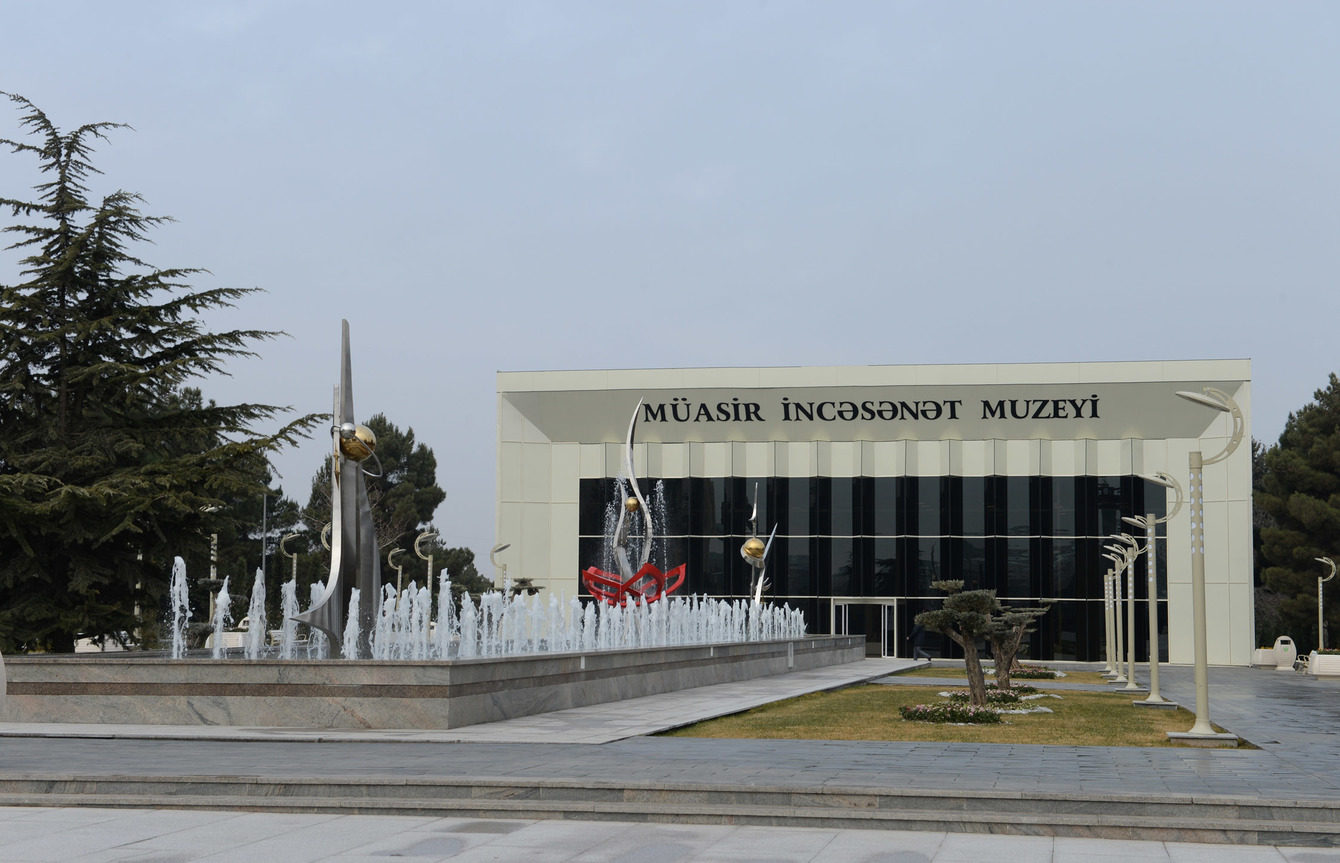
Музей современного искусства
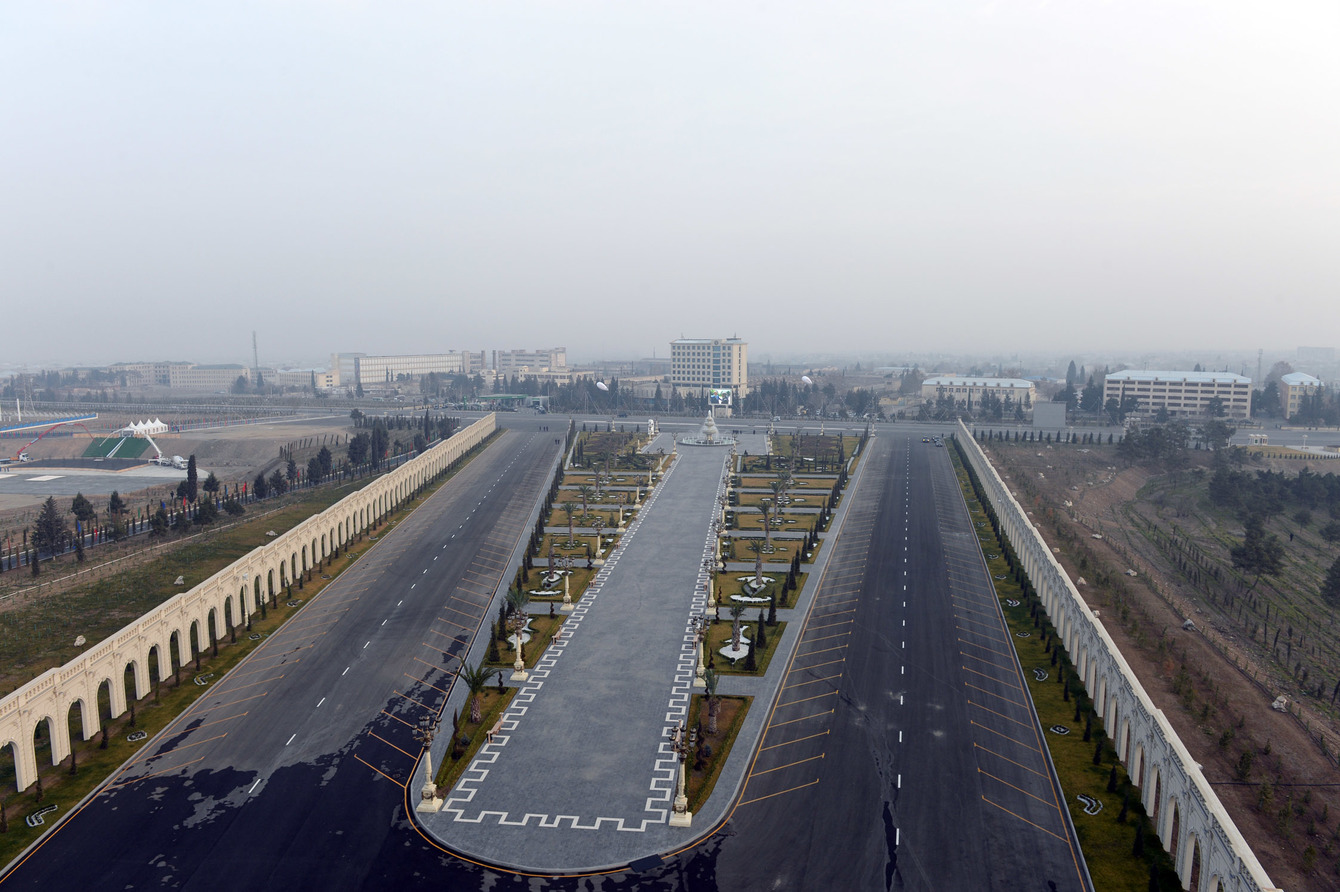
Вид на вход в парк со смотровой площадки Триумфальной арки.